# 西塞山区
西塞山区是中国湖北省黄石市所辖的一个市辖区，位于黄荆山北麓，黄石市东部。东起河口镇牯牛洲，与阳新县韦源口镇交界，西止白塔岩，与下陆区和团城山开发区为邻，南依黄荆山，与大冶市汪仁镇相连，北与黄冈市的浠水县、蕲春县隔江相望，西北与黄石港接壤。全境东西长22.9公里，南北宽9.945公里。总面积112.39平方公里，其中城区面积49.95平方公里，城郊62.44平方公里。

## 行政区划
西塞山区下辖5个街道办事处、1个镇：
章山街道、八泉街道、澄月街道、牧羊湖街道、黄思湾街道、河口镇和冶钢农场。

## 人口
根據第七次全國人口普查結果，截至2020年11月1日零時，西塞山區常住人口197217人。
2012年人口为25.8万人。